# Adolfo (pel·lícula)
Adolfo és una pel·lícula de comèdia dramàtica coming-of-age de 2023 escrita i dirigida per Sofia Auza i protagonitzada per Juan Daniel García Treviño i Rocío de la Mañana.

## Argument
En sortir del seu tractament de rehabilitació, vestida com Amelia Earhart, Momo (de la Mañana) es troba amb Hugo (García Treviño), qui viatja al funeral del seu pare. La parella passa la nit intentant trobar un nou entorn per Adolfo, el cactus d'Hugo.

## Elenc
- Juan Daniel García Treviño com Hugo
- Rocío de la Mañana com Momo

## Llançament
La pel·lícula es va estrenar en la secció Generation 14plus del 73è Festival Internacional de Cinema de Berlín, on va rebre l'Os de Cristall a la Millor Pel·lícula per part del jurat juvenil. Posteriorment, la pel·lícula va rebre el Cavall de Bronze a la Millor Pel·lícula en la categoria d'11 a 14 anys en el Festival de Cinema Júnior d'Estocolm i es va projectar en el Festival Internacional de Cinema de Seattle i el Festival de Cinema Iberoamericà de Huelva. Al Festival Internacional de Cinema a Guadalajara el juny de 2023, Rocío de la Mañana va ser reconeguda amb el Premi Mezcal a la Millor Actriu.
La pel·lícula va debutar a la Ciutat de Mèxic el 27 de maig de 2024 i està programada per a projectar-se a les sales Cinemex de tot Mèxic a partir del 6 de juny.

## Recepció

### Premis i nominacions
| Premi                                          | Data                   | Categoria                                              | Candidat           | Resultat  | Ref.  |
| ---------------------------------------------- | ---------------------- | ------------------------------------------------------ | ------------------ | --------- | ----- |
| Festival Internacional de Cinema de Berlín     | 26 de febrer de 2023   | Os de Cristall a la Millor Pel·lícula                  | Adolfo             | Guanyador | [ 2 ] |
| Festival de Cinema d'Estocolm Júnior           | 3 d'abril de 2023      | Cavall de bronze a la Millor Pel·lícula (11 a 14 anys) | Adolfo             | Guanyador | [ 3 ] |
| Festival Internacional de Cinema de Seattle    | 21 de maig de 2023     | Concurs Iberoamericà                                   | Adolfo             | Nominat   | [ 5 ] |
| Festival Internacional de Cinema a Guadalajara | 9 de juny de 2023      | Premi Mezcal a la Millor Actriu                        | Rocío de la mañana | Guanyador | [ 6 ] |
| Festival de Cinema Iberoamericà de Huelva      | 18 de novembre de 2023 | Millor pel·lícula                                      | Adolfo             | Nominat   | [ 4 ] |